# Ekonomická a sociální rada OSN
Ekonomická a sociální rada OSN (případně Hospodářská a sociální rada OSN) byla zřízena Chartou OSN jako hlavní orgán pro zkoordinování činnosti OSN v oblasti hospodářství a sociálních otázek mezi národy. Je jedním z šesti hlavních orgánů OSN. Má 54 členských států, kteří jsou voleni na 3 roky Valným shromážděním OSN. Jejím účelem je spojovat a propojovat národy při společné diskuzi a řešení ekonomických a sociálních otázek.  

## Seznam členských států
K roku 2023 bylo složení ECOSOC následující (v závorce je uveden poslední rok členství):
- Afghánistán (2024)
- Argentina (2023)
- Belgie (2024)
- Belize (2024)
- Bolívie (2023)
- Botswana (2025)
- Brazílie (2025)
- Bulharsko (2023)
- Česko (2024)
- Čína (2025)
- Dánsko (2025)
- Francie (2023)
- Guatemala (2023)
- Chile (2024)
- Chorvatsko (2024)
- Indonésie (2023)
- Indie (2024)
- Itálie (2024)
- Izrael (2023)
- Japonsko (2023)
- Jižní Korea (2025)
- Kamerun (2025)
- Kanada (2024)
- Kapverdy (2025)
- Katar (2025)
- Kazachstán (2024)
- Kolumbie (2025)
- Kostarika (2025)
- Laos (2025)
- Libérie (2023)
- Libye (2023)
- Lichtenštejnsko (2023)
- Madagaskar (2023)
- Mauricius (2024)
- Mexiko (2023)
- Nigérie (2023)
- Nový Zéland (2025)
- Omán (2024)
- Peru (2024)
- Pobřeží slonoviny (2024)
- Portugalsko (2023)
- Rovníková Guinea (2025)
- Řecko (2025)
- Slovensko (2025)
- Slovinsko (2025)
- Spojené království (2023)
- Spojené státy americké (2024)
- Svazijsko (2024)
- Šalomounovy ostrovy (2023)
- Švédsko (2025)
- Tanzanie (2024)
- Tunisko (2024)
- Zimbabwe (2023)
- neobsazeno

## Struktura organizace
ECOSOC pořádá několik krátkých organizačních zasedání během celého roku a přizváni mohou být i zástupci občanské společnosti.
Ty nejdůležitější globální otázky v oblasti hospodářství a sociálních otázek se projednávají jednou ročně v červenci na čtyřtýdenním zasedání orgánu, které se koná střídavě v New Yorku či v Ženevě. Toto setkání se nazývá Politické fórum na vysoké úrovni. To znamená, že se zasedání účastní jednotliví ministři spolu s dalšími vysokými státními představiteli. O všech projednávaných záležitostech rozhoduje prostá většina a každý člen má jeden hlas.
Pod organizaci spadají přidružené jednotlivé komise a pomocné orgány, které celoročně zaštiťují všechny činnosti ECOSOC.
Současnou prezidentkou organizace je Paula Narváez.

### Pomocné orgány
Mezi pomocné orgány ECOSEC patří devět výkonných komisí, pět regionálních komisí a šest stálých výborů a expertních orgánů.
Výkonné komise jsou orgány, které jednají a vydávají doporučení v rámci svého zaměření a oblastí působení. Jsou jimi:
1. Statistická komise
2. Komise pro populaci a rozvoj
3. Komise pro sociální rozvoj
4. Komise pro lidská práva
5. Komise pro postavení žen
6. Komise pro narkotika
7. Komise pro prevenci kriminality a trestní spravedlnost
8. Komise pro vědu a techniku pro rozvoj
9. Komise pro trvale udržitelný rozvoj

Mezi pět regionálních komisí patří:
1. Evropská hospodářská komise (ECE),
2. Hospodářská komise pro Afriku (ECA),
3. Hospodářská komise pro Latinskou Ameriku a Karibik (ECLAC),
4. Hospodářská a sociální komise pro Asii a Tichomoří (ESCAP)
5. Hospodářská a sociální komise pro západní Asii (ESCWA).

Šest stálých výborů a dva expertní orgány:
1. Výbor pro program a koordinaci
2. Výbor pro lidská sídla
3. Výbor pro nevládní organizace
4. Výbor pro styk s mezivládními agenturami
5. Výbor pro energie a přírodní zdroje
6. Výbor pro veřejnou správu.
7. Expertní orgány pro plánování rozvoje, přírodní zdroje a ekonomická, sociální a kulturní práva
8. Stálé fórum pro otázky původních obyvatel. [4]

## Historie

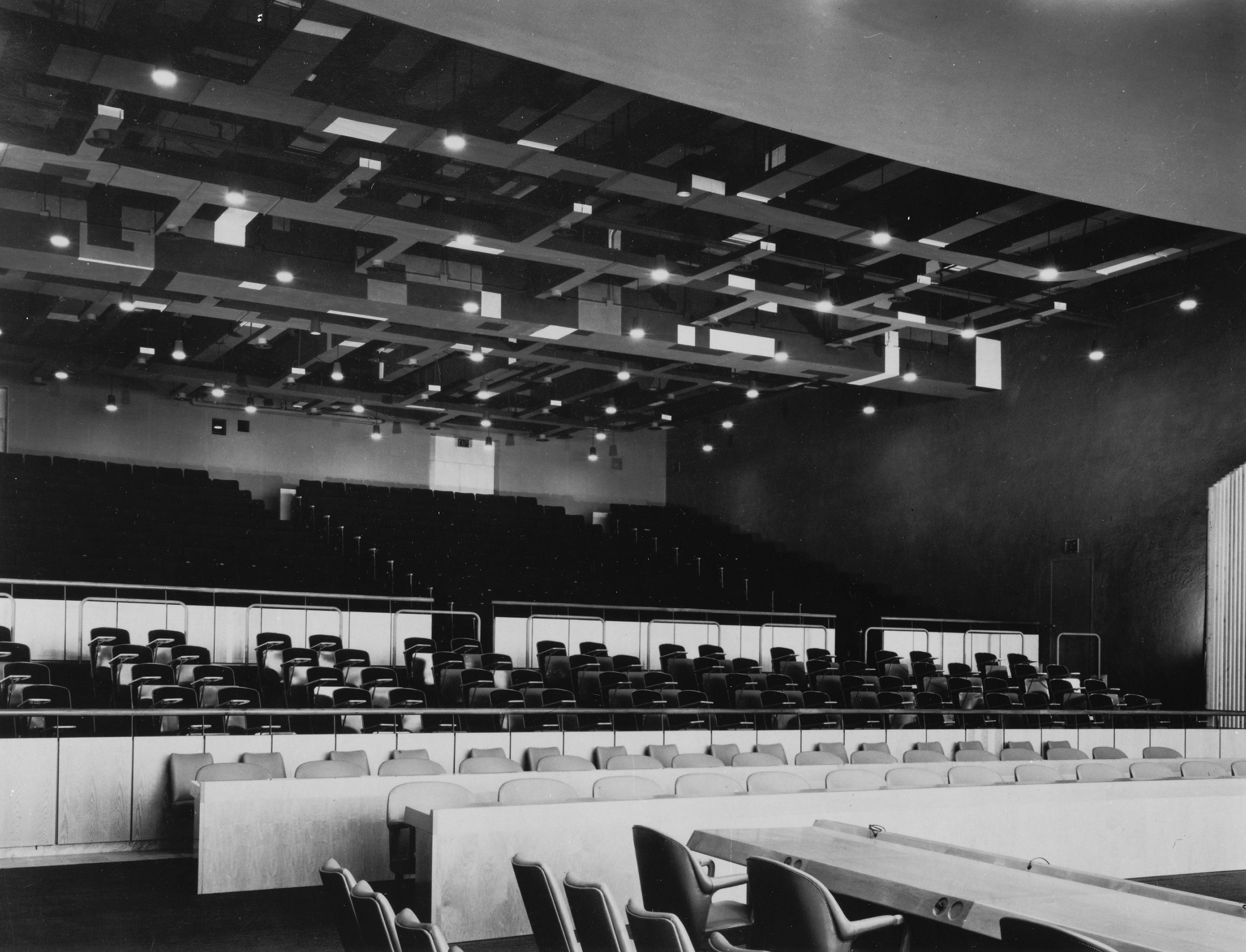
Odkrytý strop nad veřejnou galerií, navrženo švédským architektem Svenem Markeliusem

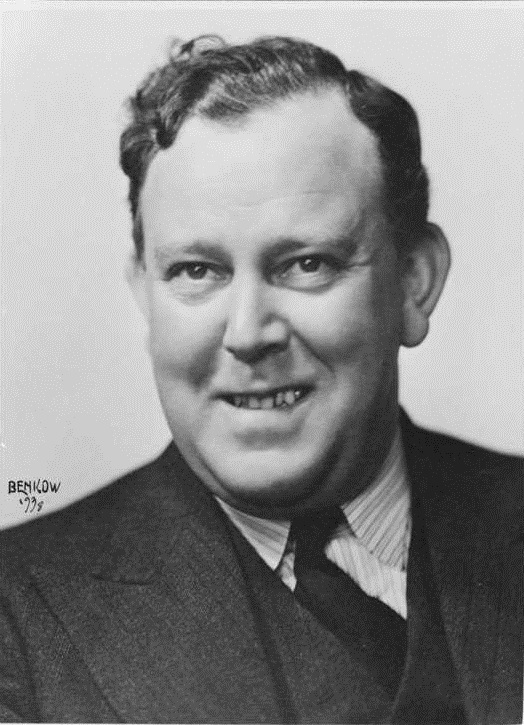
První tajemník OSN, Trygve Lie, rok 1938

Hospodářská a sociální rady OSN vznikla v roce 1945. První setkání proběhlo 23. ledna v roce 1946 v  Londýně pod vedením prvního generálního tajemníka Trygve Lie. Prvním prezidentem se stal sir Ramaswami Mudaliar. V roce 1995 Hillary Rodham Clinton v rámci 4 Světové Ženské Konference v Pekingu promluvila o ženských právech v kontextu nadcházejícího milénia již není akceptovatelné, aby byla ženská práva diskutovaná odděleně od práv lidských. V rámci 54 členských států je dbáno na rovnoměrné zastoupení napříč regiony. Jedna z organizací, která vznikla díky ECOSOC byla UNAIDS která již od roku 1996 globálně reaguje na nemoci jako HIV/AIDS, tuberkolóza nebo malárie. Zaměřuje se zejména mladé lidi a prevenci přenosu viru HIV, spolupracuje s vládami i médii. Ukázala schopnost orgánu pohotově a efektivně reagovat a na aktuální krizové situace. Švédský architekt Sven Markelius ve svém návrhu místnosti pro radní komoru Hospodářské a sociální rady vyjádřil symbolicky důležitost a základní hodnoty na, kterých ECOSOC staví tím, že nechal strop nad veřejnou galerií nedokončený. Ponechal tak otevřený pohled na celé potrubí a trubky.

## Funkce organizace
Mezi hlavní funkce Hospodářské a sociální rady OSN patří hledání společných řešení mezinárodních ekonomických a sociálních otázek, usilování o lepší životní úroveň a udržitelný ekonomický a sociální rozvoj v globálním měřítku. Zasazuje se o dodržování a podporování základních lidských práv a svobod a také o spolupráci mezi národy v oblasti kultury a vzdělávání. V rámci svých činností spolupracuje s dalším přidruženými orgány OSN např. WHO, UNICEF či UNESCO.
ECOSOC také vytváří prostor pro diskuzi mezinárodních ekonomických a sociálních otázek a dalších témat, které s těmito oblastmi souvisí. Na základě diskuzí a společného konsensu také stanovuje priority v ekonomických a sociálních oblastech, kterým se věnuje. Vydává doporučení členským státům v rámci dosahování dohodnutých cílů, které vznikají na základě diskuzí a společného konsensu. Vytváří podněty a podklady k potřebným studiím určuje priority. Je vnímáno jako organizace, která vytváří prostor pro inovace a otevírá důležitá aktuální témata.

## Současné cíle a priority organizace
Hospodářská a sociální rada považuje za jednu z hlavních priorit udržitelnost. Usiluje o udržitelnou a lepší budoucnost pro všechny a prosazuje tři rozměry udržitelného rozvoje, a to environmentálního, ekonomického a sociálního.

### Agenda 2030
V září roku 2015 přijala Valná hromada OSN program s názvem Agenda 30. Jedna se zatím o nejkomplexněji vypracovaný mezinárodní program týkající se udržitelného rozvoje ve všech oblastech lidské činnosti na, kterém se podílely všechny státy, které jsou členy OSN.
Práce a iniciativa na vytvoření Agendy 30 vznikla na Konferenci OSN v roce 2012 v Rio de Janeiro. Zde poprvé došlo k propojení rozvojových cílů v ekonomické a sociální oblasti spolu s environmentálními tématy. Po sérii intenzivních setkávání a jednání politiků na vysoké úrovni, občanské společnosti, akademiky a podnikateli vznikla finální podoba Agendy 2030.
Agenda 30 zahrnuje 17 klíčových cílů udržitelného rozvoje (SDG) a 169 specifických podcílů, které vstoupily v platnost k 1. lednu 2016 s cílem pro naplnění všemi členskými státy OSN do roku 2030. Pět klíčových oblastí udržitelného rozvoje Agendy 2030 se zaměřuje na lidskou společnost, planetu, prosperitu, mír a partnerství. Tyto klíčové oblasti obsahují své podcíle, které stojí na třech pilířích udržitelného rozvoje v oblasti environmentální, sociální a ekonomické. Každý cíl tak, aby efektivně fungoval spadá do dvou i tří z těchto pilířů např. Klimatická opatření a cíle se tak vzájemně doplňují a propojují. Heslem Agendy 2030 je „Leave no one behind“ („Neopominout nikoho“). V duchu této myšlenky se všechny cíle udržitelného rozvoje vztahují na všechny státy bez rozdílu. To také podporuje snahu o nabourání stereotypu dárce-příjemce. 

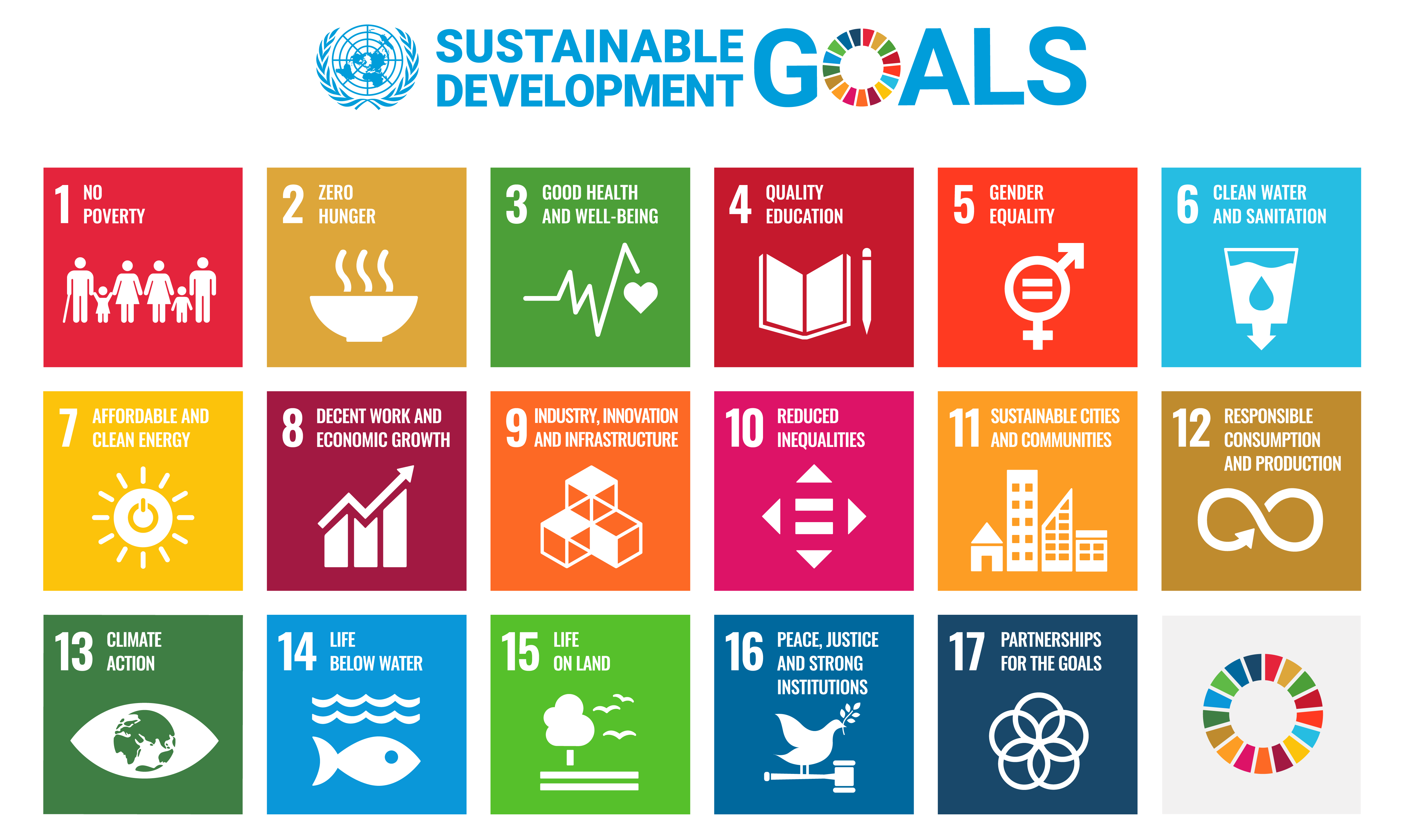
17 Cílů Udržitelného Rozvoje (SDG 17)

Agenda 2030 klade důraz na přesná a jasná data spolu s pravidelným monitoringem jejího naplňování. Představitelé jednotlivých států se pod záštitou ECOSOC scházejí na výše zmíněném Politickém fóru na vysoké úrovni, kde mají členské státy možnost prezentovat tzv. dobrovolné národní reporty. Mohou zde sdílet své úspěchy a zkušenosti při naplňování cílů udržitelného rozvoje neboli SDG (Sustainable Development Goals).

## Činnost České republiky v Hospodářské a sociální radě

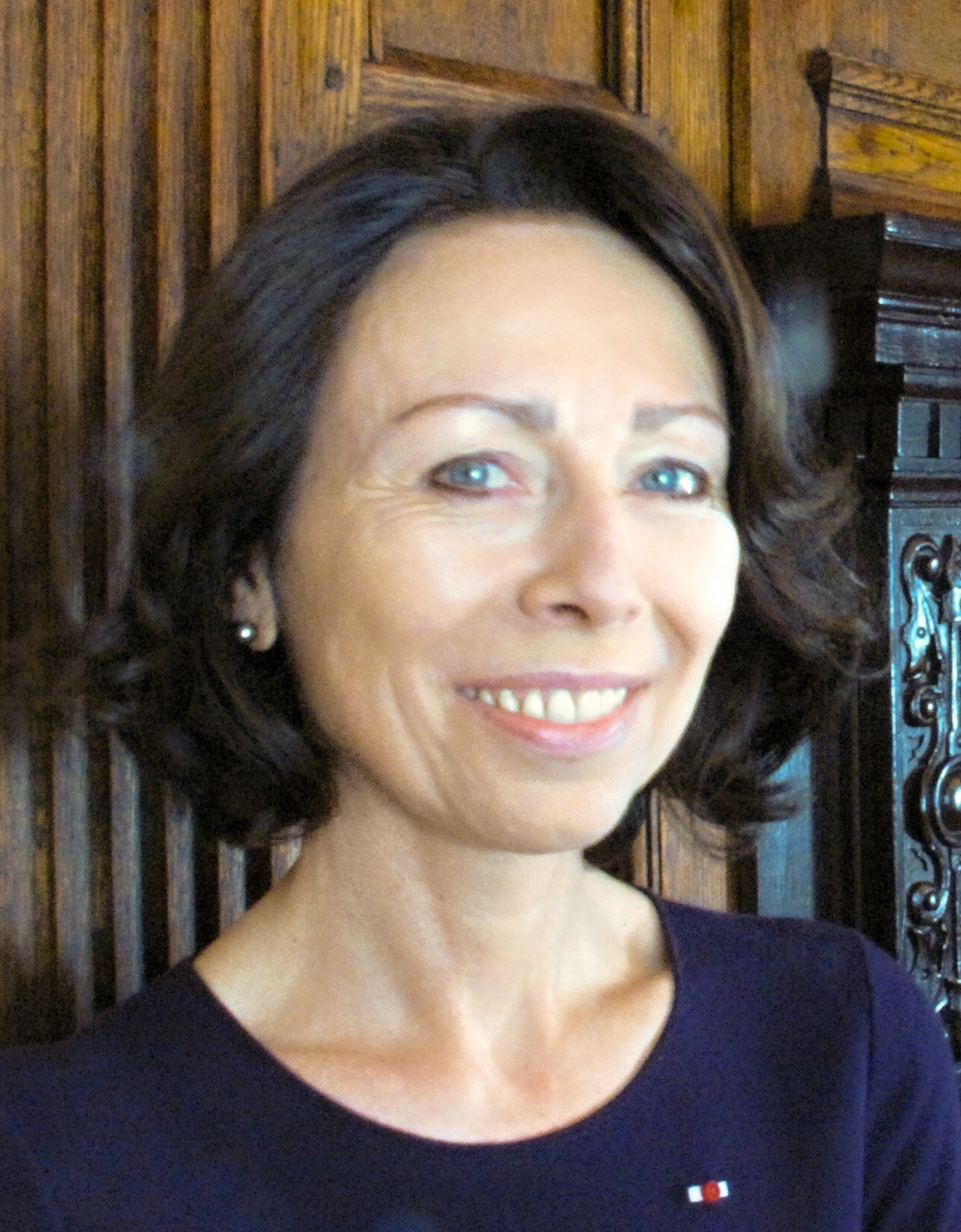
Marie Chatardová, místopředsedkyně ECSOC v letech 2016–2018

### Historie
Česká republika byla poprvé zvolena za jeden z členských států ECOSOC v roce 1996 s trváním do roku 1998. Naplnila tím také jednou ze svých politických priorit členství v OSN. V prvním roce působení se stal český velvyslanec Karel Kovanda, který ČR reprezentoval v OSN, jedním z čtyř místopředsedů Hospodářské a sociální rady. V roce 1997 se také Česká republika úspěšně stala předsednickým státem Rady. Členským státem byla zvolena i v letech 1999–2001 a rovněž 2006–2008. V roce 2015 byla ČR opět zvolena za členský stát ECOSOC na období 2016–2018. V červenci roku 2016 byla jako místopředsedkyně Rady zvolena další stálá představitelka ČR v OSN, diplomatka Marie Chatardová. Česká republika opět s úspěchem kandidovala do Hospodářské a sociální rady v období 2022–2024.

### Členství v pomocných orgánech ECOSOC
Česká republika byla v rámci svého členství v Radě členy i některých pomocných orgánů organizace a to konkrétně v šesti výkonných komisí a třech expertních orgánů. Byla např. členem v letech 1993–2003 v Komisi pro narkotika, v Komisi pro udržitelný rozvoj střídavě v letech 1993–1994, 1998–2001 a 2006–2009 či v Komisi ve Statistické komisi v  letech 1993–1995, 1997–2000 a 2001–2004.

### Mise České republiky v Hospodářské a sociální radě v období 2022–2024
Česká republika vnímá práci na mezinárodních ekonomické a sociální otázkách jako jednu ze svých priorit svého členství v OSN a ECOSOC. Hospodářskou a sociální radu považuje za velmi důležitou platformu pro práci na aktuálních otázkách a problémech v těchto oblastech a aktivně Pravidelně svým členstvím přispívá k činnosti organizace.
Dne 7. července 2021 zvolilo Valné shromáždění OSN Českou republiku členem Rady na období od 1. ledna 2022 do 31. prosince 2024. V roce 2022 spadalo členství ČR v ECOSOC souběžně do období předsednictví ČR v Radě EU. Pozice České republiky jako členského státu Hospodářské a sociální rady může být vylepšena vůči subsidiárním orgánům. V členském období bude ČR prezentovat sama sebe v oblastech své zahraniční politiky a zahraniční politické spolupráce, také v oblastech humanitární pomoci a to v souvislosti s dalšími členství ČR v dalších organizacích.

#### Priority a cíle České republiky v Hospodářské a sociální radě v členském období 2022–2024
Česká republika má za jeden z hlavních cílů zaměření svého členského období podporu naplňování Cíle 16 Udržitelného rozvoje (SDG 16) Agendy 2030, který usiluje o mír, spravedlnost a silné instituce. Práce na podpoře tohoto cíle zahrnuje podporu právního státu a nediskriminačních zákonů, aktivní boj proti korupci, zajišťování ochrany základních svobod a účasti při rozhodování na všech úrovních. 
Za další prioritu o kterou bude ČR usilovat je budování a posilování odolnosti v důsledků dopadu pandemie Covid-19. Další cíl bude práce na naplňování Agendy 2030 udržitelného rozvoje. Potřebné bude zajištění  připravenosti na možné riziko dalších budoucích pandemií a krizí, předcházení přírodním katastrofám související s klimatickou krizí a efektivních reakcí na ně. ČR podporuje rozvoj propojování humanitárních, rozvojových a stabilizačních aktivit.

#### Vznik nových Honorárních konzulátů ČR
Na sociální síti X v dubnu v roce 2024 informovalo Ministerstvo zahraničních věcí v rámci komunikace s veřejností o znovuotevření Honorárního konzulátu ČR v Lilongwe s působností pro celou republiku Malawi a rovněž o otevření prvního konzulátu ČR na ostrově Lefkáda s působností pro Jónské ostrovy. Honorární konzulát v Lilongwe vznikl za účelem utužení rozvojové spolupráce a podpory obchodní a ekonomických vztahů mezi zeměmi. Honorární konzulát na Lefkádě vznikl za účelem pomoci Čechům, kteří se na tomto území ocitnou v nouzi a zároveň rozvíjení vztahů v turistické, školské a kulturní oblasti.